# Der Funke Leben
Der Funke Leben ist ein KZ-Roman des Schriftstellers Erich Maria Remarque aus dem Jahr 1952.

## Inhalt
Der Roman hat 25 Kapitel und erzählt die Geschichte von Insassen und Wächtern des „Kleinen Lagers“ des fiktiven Konzentrationslagers Mellern, wenige Monate vor dem Ende des Zweiten Weltkriegs. Das Kleine Lager ist ein Teil des Konzentrationslagers, in das die arbeitsunfähigen Häftlinge eingewiesen werden. In den wiederkehrenden Bombardements der nahen Stadt sieht eine Gruppe langjähriger Häftlinge, die dort untergebracht sind, Anzeichen einer möglichen Befreiung und beginnt sich für diesen Fall zu organisieren und zunächst passiven, zum Schluss auch aktiven Widerstand zu leisten. Dieser beginnt zunächst mit dem Nichtbefolgen von Befehlen, dem Verstecken von anderen Häftlingen, um sie dem Zugriff der Wachen zu entziehen, dem Beschaffen von Waffen und mündet zum Schluss im bewaffneten Kampf zur Befreiung des Lagers. Dabei werden sowohl die unmenschlichen Bedingungen des Lagers, wie Erniedrigungen, Erschießungen, unhygienische Bedingungen und Hunger, als auch die aus kleinbürgerlichem Umfeld stammenden Täter dargestellt und porträtiert. Ein zusätzliches Element ist die Auseinandersetzung mit dem kommunistischen Teil der Widerstandsgruppe und deren Zielen.

## Entstehung
Kurz nachdem Remarque im Juni 1946 vom Tode Elfriede Scholz’, seiner jüngsten Schwester, erfahren hatte, die nach einem Prozess vor dem Volksgerichtshof 1943 enthauptet worden war, begann er mit den Arbeiten zu diesem Roman, den er ihr widmete. Basis des Romans sind Bücher und Gespräche mit Überlebenden, so mit Edgar Kupfer und Toto Koopman. Unter den Büchern waren Willi Bredels Bericht Die Prüfung aus dem Jahr 1934, der Roman Das siebte Kreuz von Anna Seghers aus dem Jahr 1942 und die Analyse Der SS-Staat des Buchenwald-Häftlings Eugen Kogon aus dem Jahr 1946, das Remarque erst 1950 las. Darüber hinaus motivierte ihn die mangelnde Entnazifizierung und Aufarbeitung der Geschichte in der Nachkriegszeit in Deutschland und Österreich. Konzeption und Ausarbeitung zogen sich bis zum November 1950 hin, weil ihm das Material fehlte und er auf Informationen Dritter angewiesen war. Den Roman fing er dreimal völlig neu an, die Verträge mit den Verlagen mussten wegen der Verzögerung umgeschrieben werden. Gegen seine innere Überzeugung als authentischer Autor sah sich Remarque gar gezwungen, in verschiedenen Vorworten und Entwürfen dazu sein Vorhaben zu erklären.

## Rezeption
Der Roman wurde nach seinem Erscheinen in den Rezensionen weltweit überwiegend positiv aufgenommen, Remarque konstatierte allerdings für den deutschen Buchmarkt, dass die Reaktionen „zum großen Teil ausgesprochen feindlich, reserviert und empört“ waren. Der Donaukurier kritisierte die Vorankündigung im New Yorker Magazin Collier’s wegen dessen reißerischer Aufmachung. Paul Hühnerfeld in der Wochenzeitung Die Zeit schrieb einen heftigen Verriss. Der Spiegel hob auf das Exil des Autors ab: „KZ-Gemälde eines Nicht-dabei-gewesenen für Nicht-dabei-gewesene. Klischees aus der Retorte.“
Auch die Zeichnung der Figuren führte zu negativer Kritik, aber teilweise auch zu Lob. Während der Roman in den USA zu einem Erfolg wurde, war das in Deutschland nicht der Fall, was Remarque selbst mit der Verdrängung des Krieges und der Nazi-Verbrechen in den 1950er Jahren in Deutschland erklärte.

## Ausgaben
Das Buch erschien zuerst im Februar 1952 in der englischen Übersetzung in den USA, daneben ab Januar 1952 als Vorabdruck im Magazin Collier’s. Für das deutsche Original hatte der größte Schweizer Verlag Scherz einen Vertrag abgeschlossen, nach Vorlage des Manuskripts weigerte sich der Verlag allerdings, da er wegen des politischen Inhalts einen Verlagsboykott in der Bundesrepublik befürchtete. Joseph Caspar Witsch veröffentlichte das Buch im August 1952 in Köln „ohne Rücksicht auf den Geschmack der Menge, ohne zu fragen, ob sich diese Tat verlegerisch ‚auszahlt‘“. Das Buch erschien allerdings ohne die in der amerikanischen, der französischen und italienischen Ausgabe vorangestellte Widmung „To the memory of my Sister Elfriede“; der Grund ist nicht bekannt.
- Der Funke Leben. Kiepenheuer & Witsch, Köln 1952.
  - Spark of Life. Übersetzung James Stern. Appleton, New York 1952
  - L’ultima scintilla. Übersetzung Ervino Pocar. Mondadori, Mailand 1952
  - L’Étincelle de vie. Übersetzung Michel Tournier. Plon, Paris 1953